# 三星Multiview
Samsung Multiview是韓國三星電子於2011年推出的數位相機，主要特色是可以往後翻以方便自拍及特殊角度拍攝的TFT-LCD螢幕。

## 規格[1]
- 感光元件：1/2.33吋 CCD
- 畫素：1644萬畫素
- 焦距：4.7~23.5公厘
- F值：F3.3~F5.9
- ISO值：80/100/200/400/800/1600/3200
- 記憶體：SD Card（上限2GB）、SDHC Card（上限32GB）
- 尺寸：92x56.2x18.3mm
- 重量：310公克
- 螢幕：可翻轉之3.0" TFT-LCD
- 影像尺寸：16 M: 4608 x 3456/10 M: 3648 × 2736/5 M: 2592 x 1944/3 M: 1984 × 1488/1 M: 1024 x 768
- 影片格式：1080p 30fps/15fps
- 鏡頭産地：德國（信乃達製造）
- 産地：